# Dag (nordisk mytologi)
 For alternative betydninger, se Dag (flertydig). (Se også artikler, som begynder med Dag)
I nordisk mytologi er Dag søn af Nat og Delling. Halvt as, halvt jætte. Han ridder på hesten Skinfaxe.